# John Alexander (acteur)
Pour les articles homonymes, voir John Alexander (homonymie) et Alexander.
John Alexander, né le 29 novembre 1897 à Newport (Kentucky), mort le 13 juillet 1982 à New York, est un acteur américain.

## Biographie
John Alexander débute au théâtre en 1902 (à cinq ans) à Broadway, où il se produit jusqu'en 1965, dans des pièces et deux comédies musicales. Un de ses rôles les plus connus est celui de Teddy Brewster dans la pièce de Joseph Kesselring Arsenic et vieilles dentelles (1941-1944), rôle qu'il reprendra aux côtés de Cary Grant dans l'adaptation au cinéma (1944).
Il apparaît au cinéma de 1934 à 1960 (notamment dans des westerns, comme Winchester '73 en 1950) et à la télévision, dans quelques séries et un téléfilm, de 1951 à 1962.

## Théâtre (sélection)
Pièces (sauf mention contraire) jouées à Broadway
- 1902 : The Children of Kings de Frederick Langbridge et A.H. Ferro, d'après Ernst Rosmer, avec musique additionnelle d'Engelbert Humperdinck
- 1902 : A Cigarette Maker's Romance de Charles Hannan, d'après F. Marion Crawford
- 1914 : Mary goes first d'Henry Arthur Jones
- 1914-1915 : The Dumb and the Blind d'Harold Chaplin
- 1917 : Richelieu d'Edward Bulwer-Lytton
- 1920 : What's in the Name ?, comédie musicale, musique de Milton Ager, livret, lyrics et mise en scène de John Murray Anderson
- 1920-1921 : The Mirage, pièce d'Edgar Selwyn, avec Alan Dinehart
- 1923-1924 : Cyrano de Bergerac d'Edmond Rostand, adaptation de Brian Hooker, avec Walter Hampden
- 1924 : The Chocolate Dandies, comédie musicale, musique d'Eddie Blake, lyrics de Noble Sissle, avec Joséphine Baker
- 1926 : Cyrano de Bergerac pré-cité, avec Walter Hampden (reprise)
- 1932 : Jamboree de Bessie Beatty et Jack Black
- 1935 : La Forêt pétrifiée (The Petrified Forest) de Robert Emmet Sherwood, avec Leslie Howard, Humphrey Bogart (adaptée au cinéma en 1936)
- 1935 : Nowhere Bound de Leo Birinski, avec Don Beddoe
- 1936 : Mid-West de James Hagan, avec Jean Adair, Walter Baldwin, Van Heflin, Frank Wilcox
- 1936 : The Devil of Pei-Ling d'après Herbert Asbury, adaptation d'Howard Chenery
- 1936-1937 : Swing your Lady de Kenyon Nicholson et Charles Robinson, avec Walter Baldwin, Hope Emerson
- 1937 : Red Harvest de Walter Charles Roberts, avec Carl Benton Reid, Alan Hale Jr.
- 1938 : The Greatest Show on Earth de Vincent Duffey et Irene Alexander, avec Edgar Stehli
- 1938 : All the Living d'Hardie Albright, d'après Victor R. Small, mise en scène de Lee Strasberg, avec Charles Dingle, Leif Erickson
- 1938-1939 : Kiss the Boys Goodbye de Clare Boothe, avec Hugh Marlowe, Millard Mitchell
- 1939-1940 : Morning's at Seven de Paul Osborn, mise en scène de Joshua Logan, avec Jean Adair, Thomas Chalmers, Russell Collins, Dorothy Gish, Enid Markey
- 1940 : Out from Under de John Walter Kelly
- 1941-1944 : Arsenic et vieilles dentelles (Arsenic and Old Lace) de Joseph Kesselring, avec Jean Adair, Josephine Hull, Allyn Joslyn, Boris Karloff, Edgar Stehli (+ rôle dans l'adaptation au cinéma de 1944 : voir la filmographie partielle ci-dessous)
- 1950 : Hilda Crane de Samson Raphaelson, mise en scène d'Hume Cronyn, avec Jessica Tandy, Beulah Bondi
- 1954 : Ondine de Jean Giraudoux, adaptation de Maurice Valency (+ musique additionnelle de Virgil Thomson), avec Mel Ferrer, Audrey Hepburn
- 1962-1965 : Never Too Late (en) de Summer Arthur Long, avec Maureen O'Sullivan

## Filmographie partielle

### Au cinéma
- 1935 : The Arizonian de Charles Vidor
- 1935 : Agent spécial (Special Agent) de William Keighley
- 1937 : On Such a Night (en) d'Ewald André Dupont
- 1937 : Men in Exile de John Farrow
- 1940 : Flowing Gold (en) d'Alfred E. Green
- 1944 : Femme aimée est toujours jolie (M. Skeffington) de Vincent Sherman
- 1944 : Arsenic et vieilles dentelles (Arsenic and Old Lace) de Frank Capra
- 1945 : Le Lys de Brooklyn (A Tree grows in Brooklyn) d'Elia Kazan
- 1945 : The Horn blows at Midnight de Raoul Walsh
- 1945 : Junior Miss de George Seaton
- 1946 : Le Roman d'Al Jolson (The Jolson Story) d'Alfred E. Green
- 1947 : La Nouvelle-Orléans (en) (New Orleans) d'Arthur Lubin
- 1947 : Living in a Big Way de Gregory La Cava
- 1947 : Éternel Tourment (Cass Timberlane) de George Sidney
- 1948 : Belle Jeunesse (Summer Holiday) de Rouben Mamoulian
- 1948 : Les Yeux de la nuit (Night Has a Thousand Eyes) de John Farrow
- 1950 : Winchester '73 d'Anthony Mann
- 1950 : Propre à rien ! (Fancy Pants) de George Marshall
- 1950 : The Sleeping City de George Sherman
- 1951 : The Model and the Marriage Broker de George Cukor
- 1952 : Je retourne chez maman (The Marrying Kind) de George Cukor
- 1952 : Passage interdit (Untamed Frontier) d'Hugo Fregonese
- 1959 : L'Homme dans le filet (The Man in the Net) de Michael Curtiz
- 1960 : Les Hors-la-loi (One Foot in Hell) de James B. Clark

### À la télévision
- 1962 : Série Les Accusés (The Defenders), Saison 1, épisode 25 The Iron Man de Buzz Kulik